# Вілла Таранто

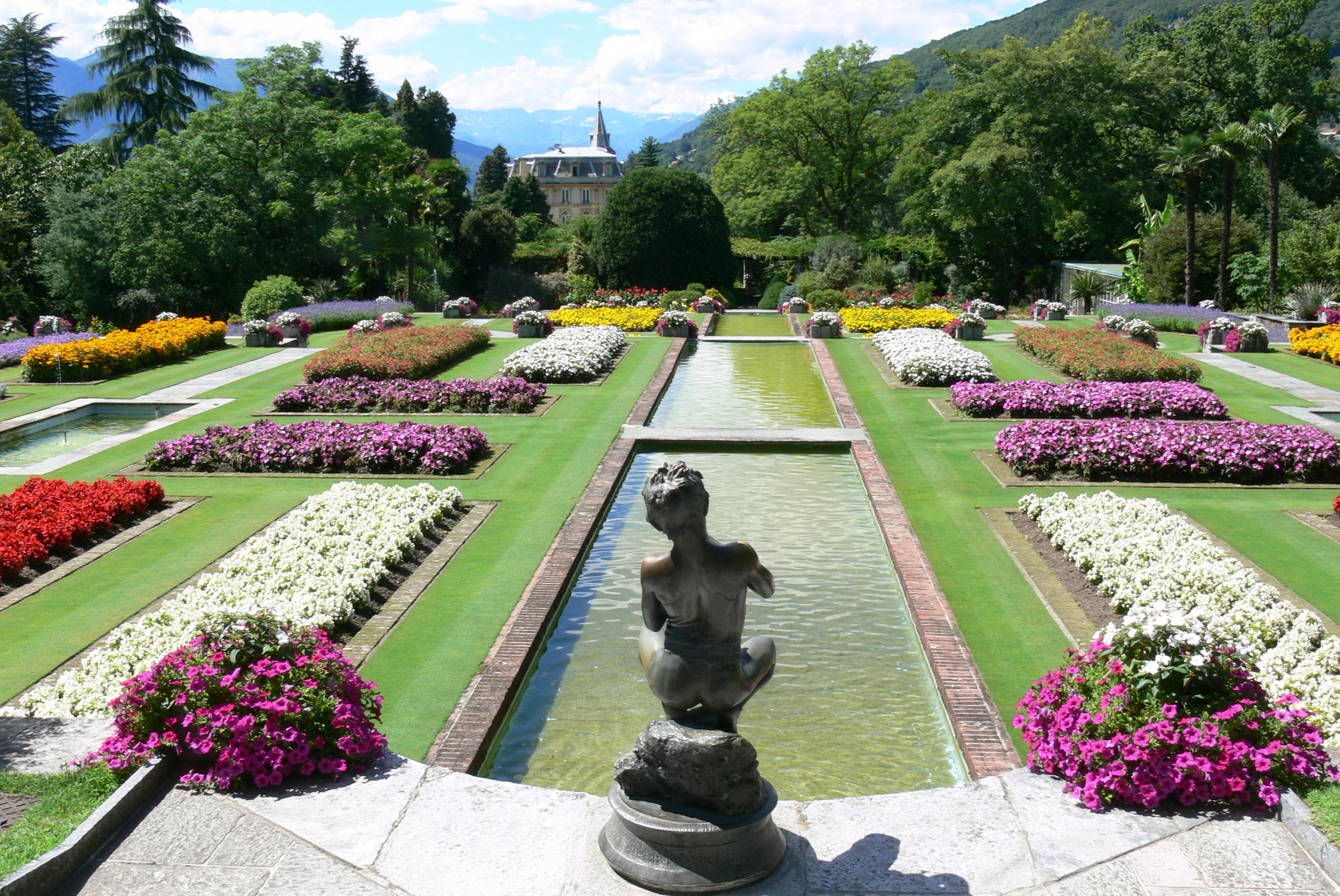
Вілла Таранто

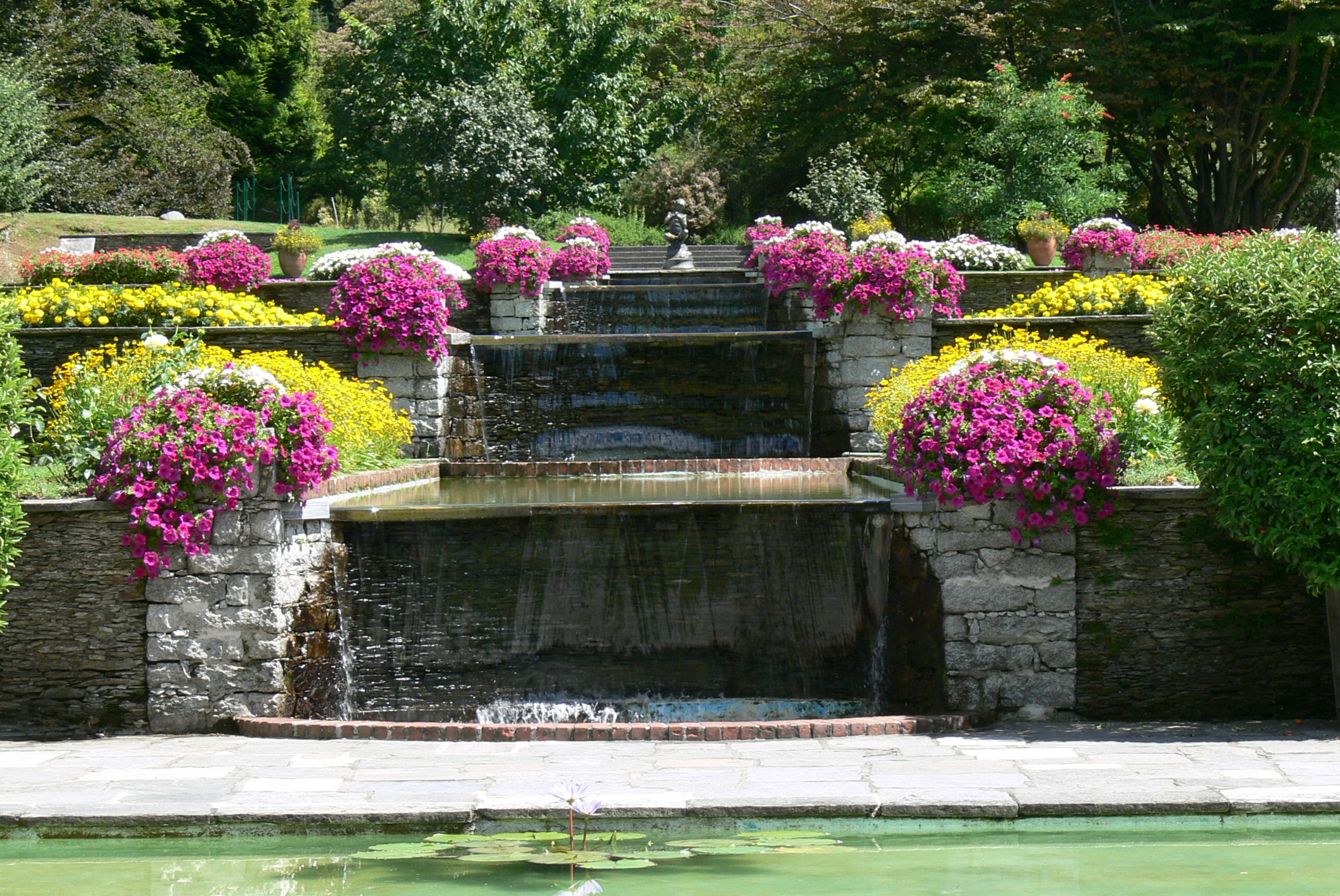
Villa Taranto

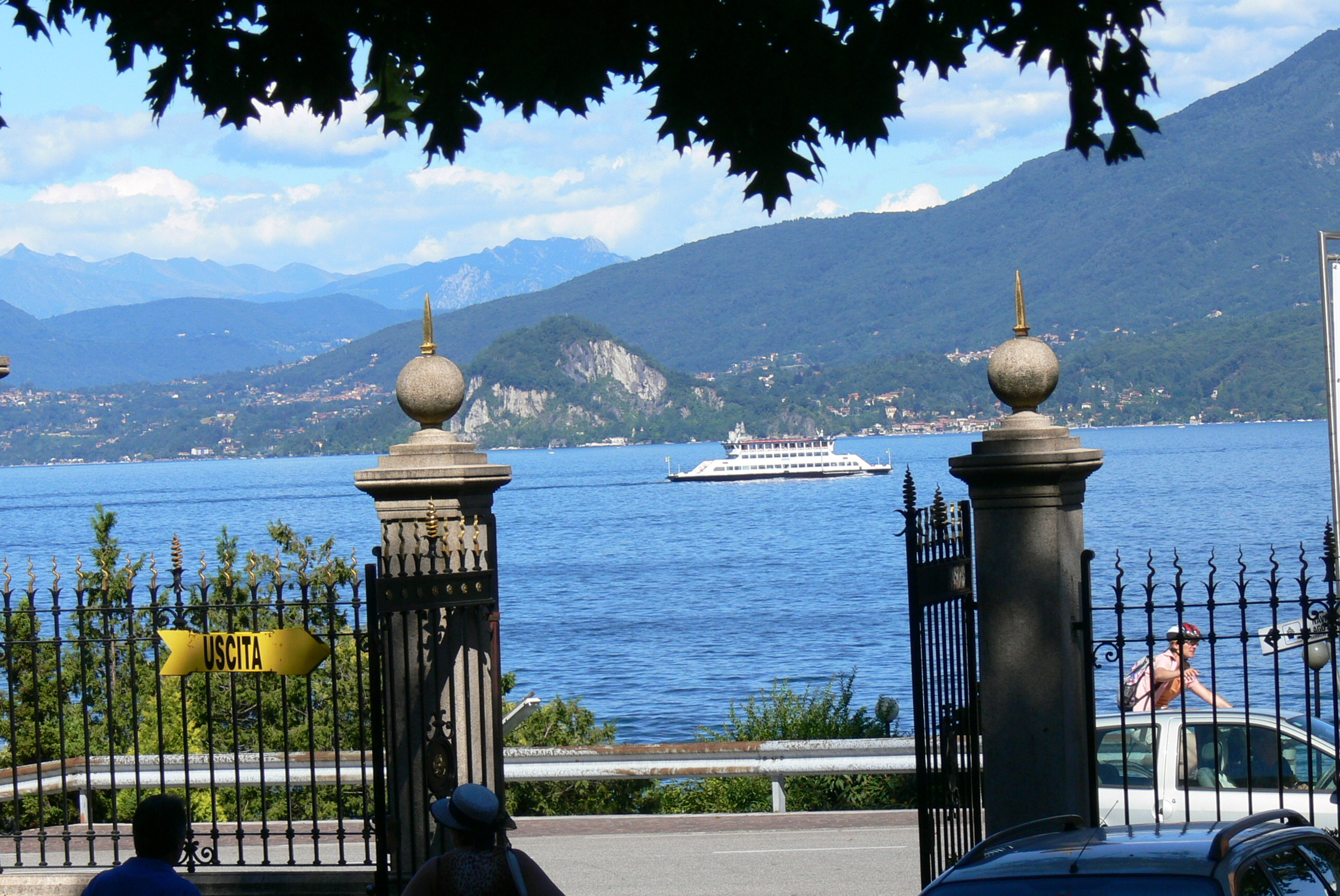
Villa Taranto — мальовничий вид на озеро Маджоре

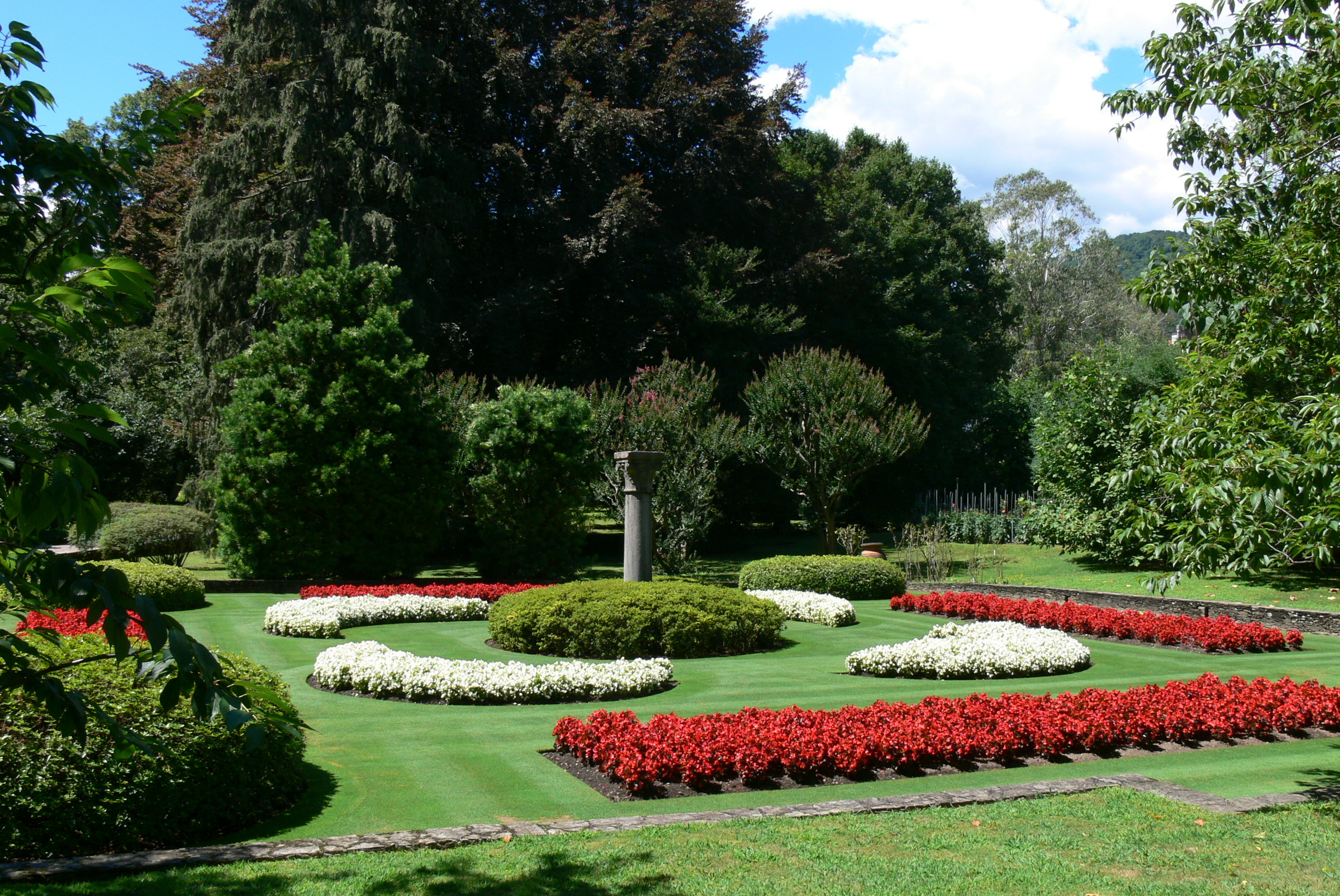
Villa Taranto — сади

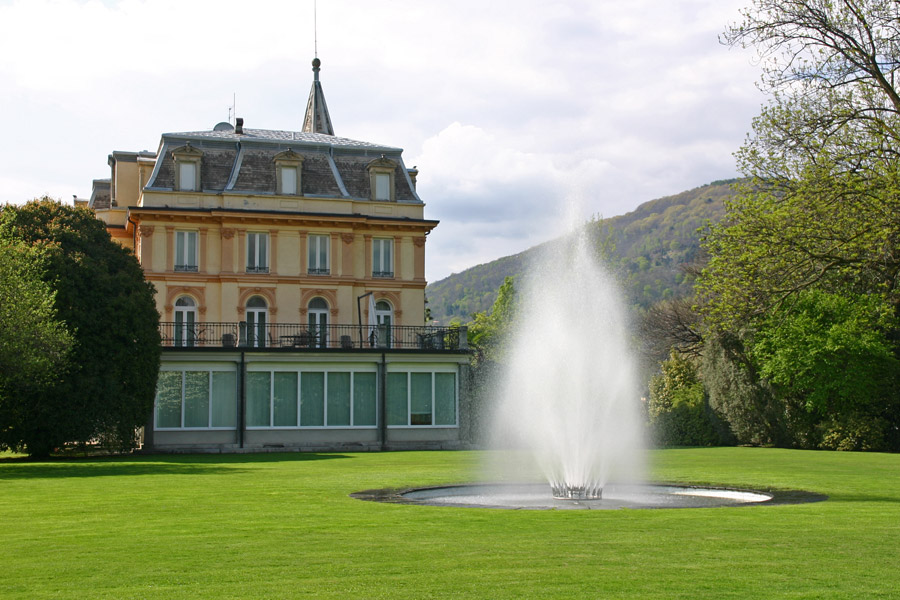
Verbania — VillaTaranto

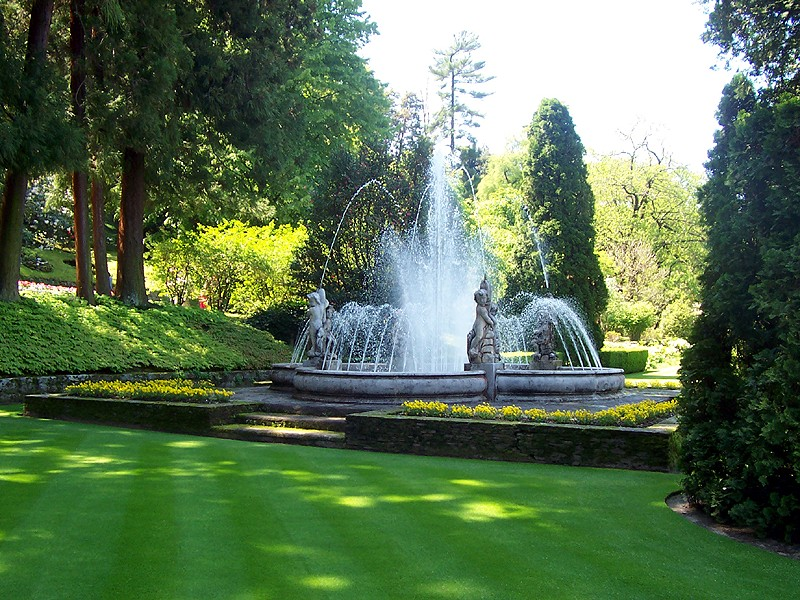
фонтани

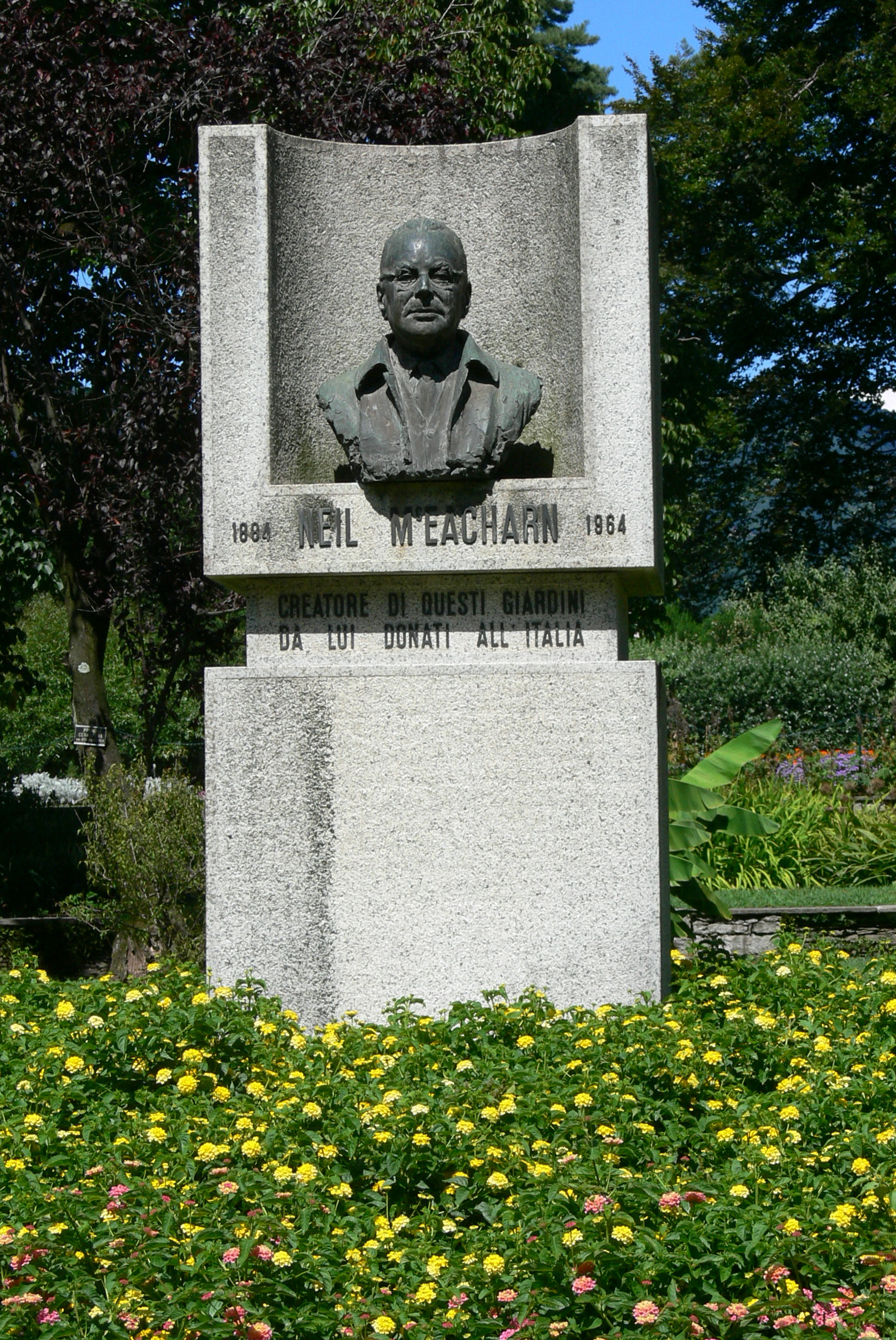
Villa Taranto — монумент засновнику

Ботанічний сад «Вілла Таранто» розташований у м. Вербанія (дільниця Палланца) у північно-східній частині мису Кастаньйола на західному березі озера Маджоре в провінції Вербанія-Кузіо-Оссола, регіон П'ємонте. Вважається одним з найкрасивіших в Європі.
Терасовані сади займають площу 16 га, де ростуть десятки тисяч рослин. Сукупна довжина доріжок — 7 км.

## Історія
Ключовою постаттю в історії створення садів Вілли Таранто є шотландець капітан Neil McEacharn, зацікавлений ботанікою та закоханий в Італію, яку він відвідав уперше в молодості. У 1928 році він повернувся до Італії з амбітним наміром знайти ділянку, придатну для створення ботанічного саду, але перша спроба пошуків не зазнала успіху. У 1930 році капітан розміщує оголошення в британській газеті «The Times» і отримує відгук на нього від маркізи з Сант Еліа, в якої згодом купує власність Ла Крочетта в Палланці, на мисі Кастаньйола. Цей маєток в скандинавському стилі був побудований у 1880 р. графом Орсетті, серед зелених насаджень були загальні місцеві види — каштани, акації, бамбук. Територія ділянки була невелика і потребувала вагомих змін в цілому.
Роботи проводилися з 1931 по 1940 рік, було викуплено сусідні ділянки, вирізано більше 2 000 дерев, зроблено суттєві зміни в ландшафті, прокладено 8 км водопровідних труб для поливання саду. В цей період McEacharn перейменовує маєток з Ла Крочетта на Вілла Таранто (на честь свого предка Mc Donald, герцога Таранто). Ботанічний сад офіційно відкритий для публіки в 1952 році, а після смерті власника в 1964 році був переданий у розпорядження некомерційній організації.

## Вілла Таранто (будівля)
Вілла закрита для туристичних відвідин, оскільки в ній розташована префектура провінції Вербано-Куссіо-Оссола з 1996 року.

## Ботанічний сад
Ботанічний сад умовно поділений на декілька зон:
- теплиці,
- терасовані сади,
- квітники,
- гербарій,
- каплиця

Сьогодні сад містить близько 20 тис. сортів рослин, понад 3 тис. видів. Тут зібрані квіткові види з різних куточків світу, серед яких — азалії, дерен (кизил), водяна лілія Вікторія амазонська, водяні лілії Victoria cruziana (вирощені в тропічних теплицях), хвойні Metasequoia glyptostroboides, папороть Dicksonia antarctica, Emmenopterys henryi з сім'ї Rubiaceae і Acer palmatum Mc Eacharn і 300 видів жоржин.

## Каплиця

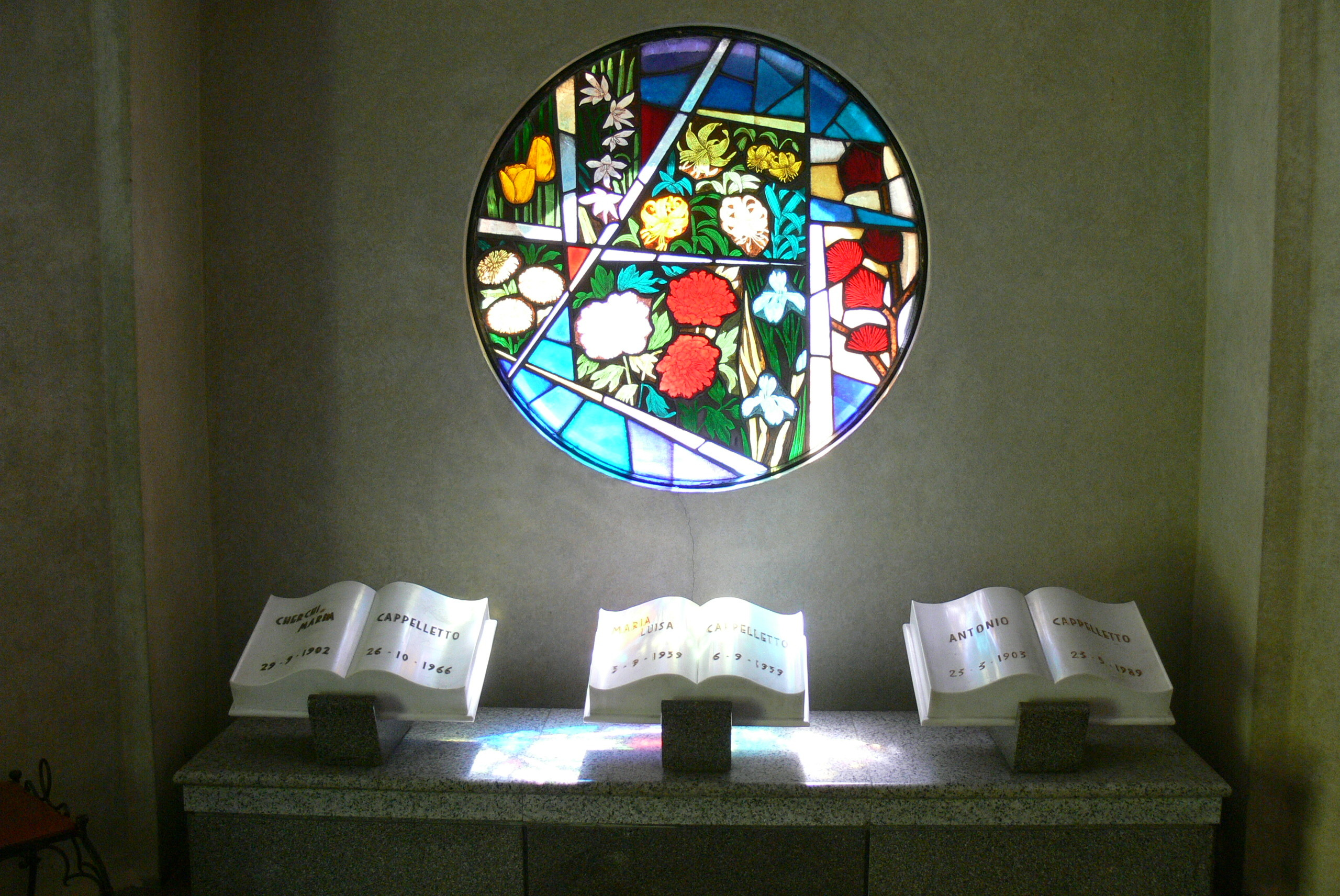
Villa Taranto — Каплиця

В саду є також каплиця, побудована в 1965 і розроблена проф. Ренато Бонацці, де поховано капітана Mc Eacharn.

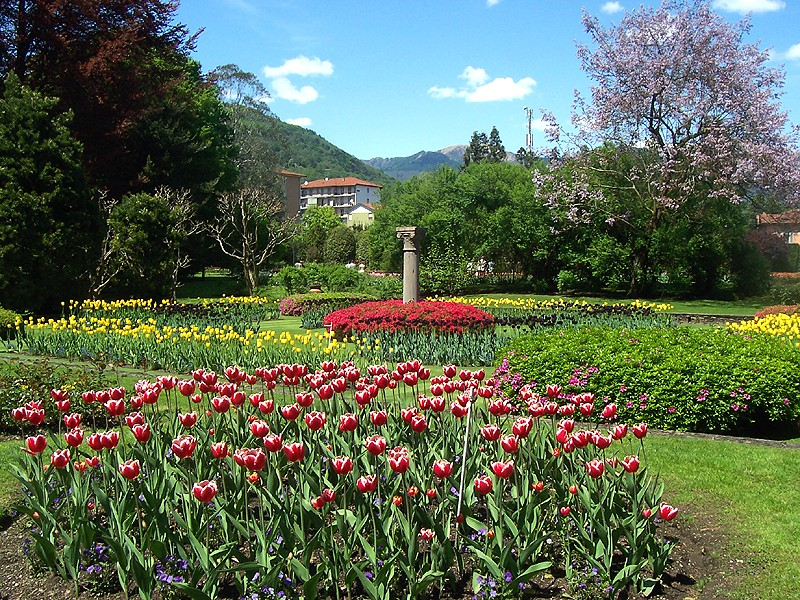
340VillaTaranto
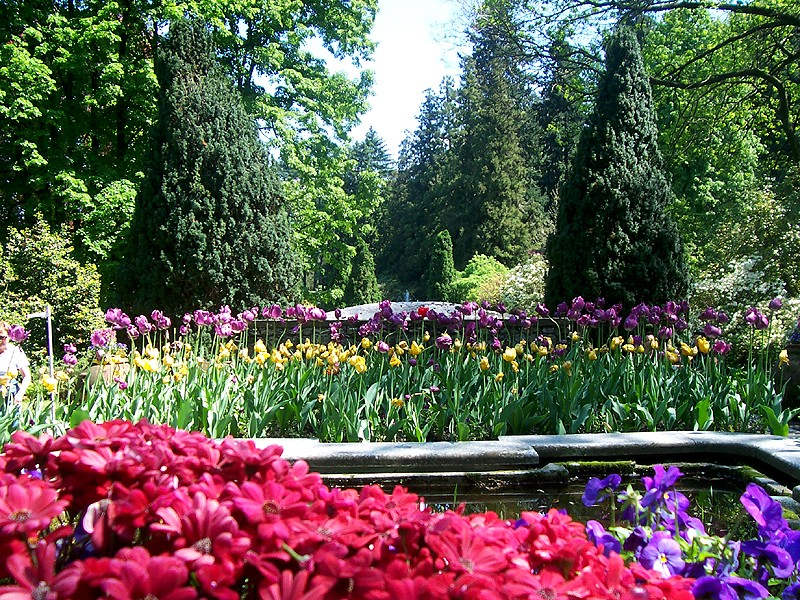
350VillaTaranto
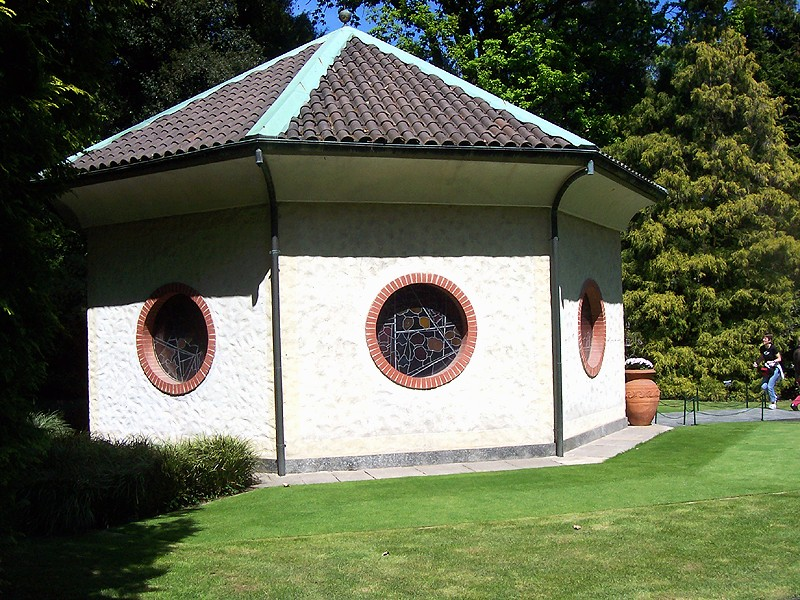
352VillaTaranto

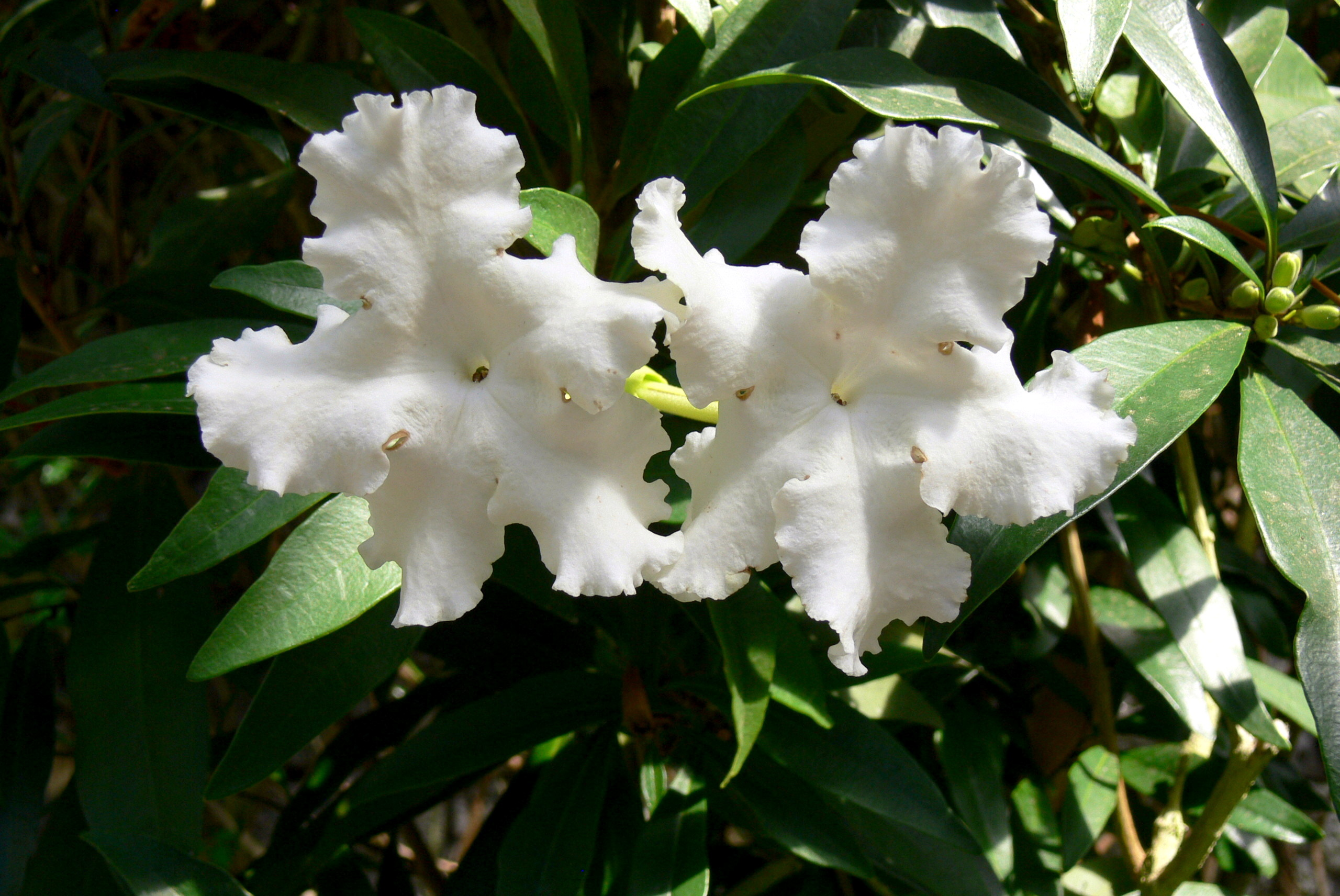
Brunfelsia undulata
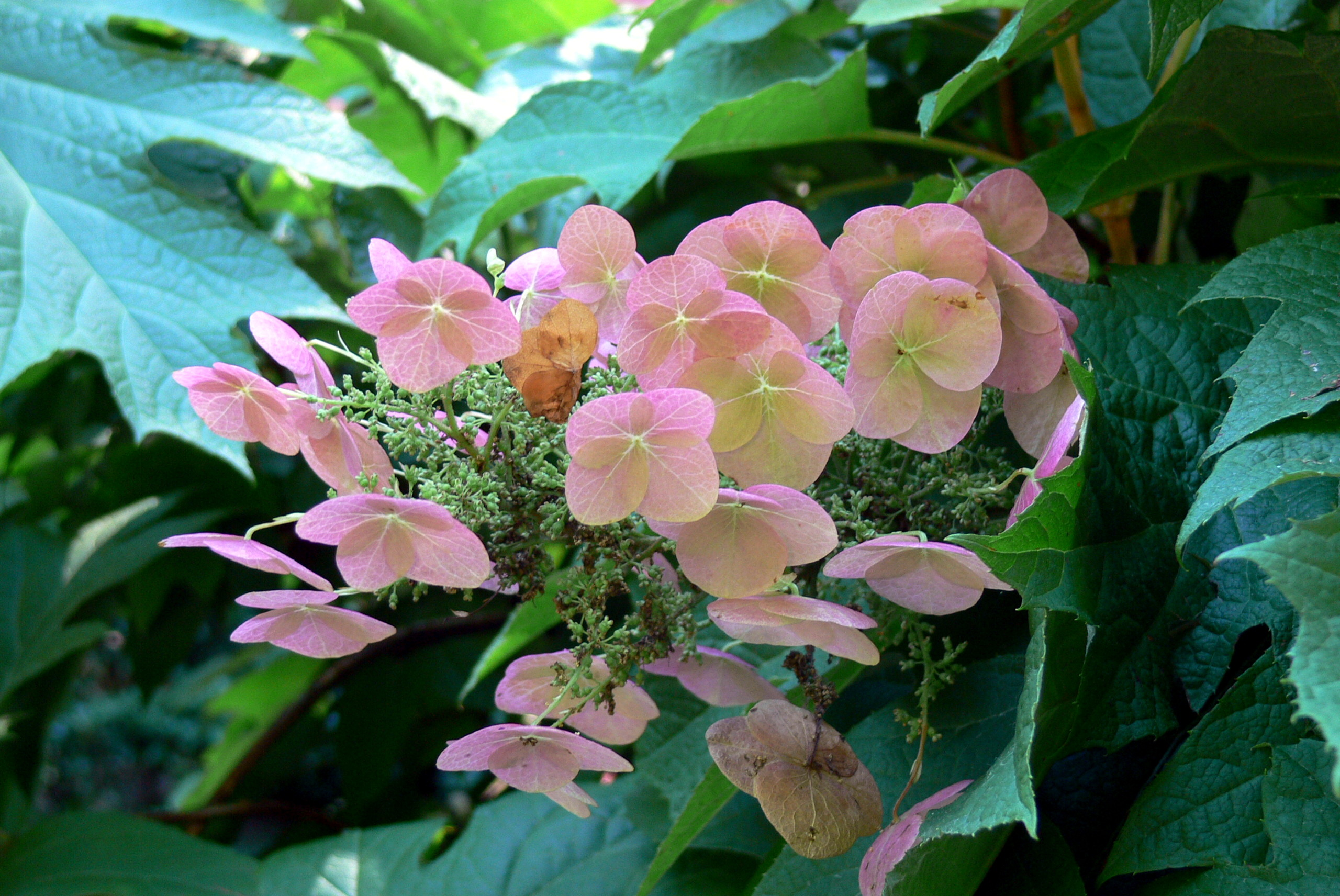
Hydrangea quercifolia
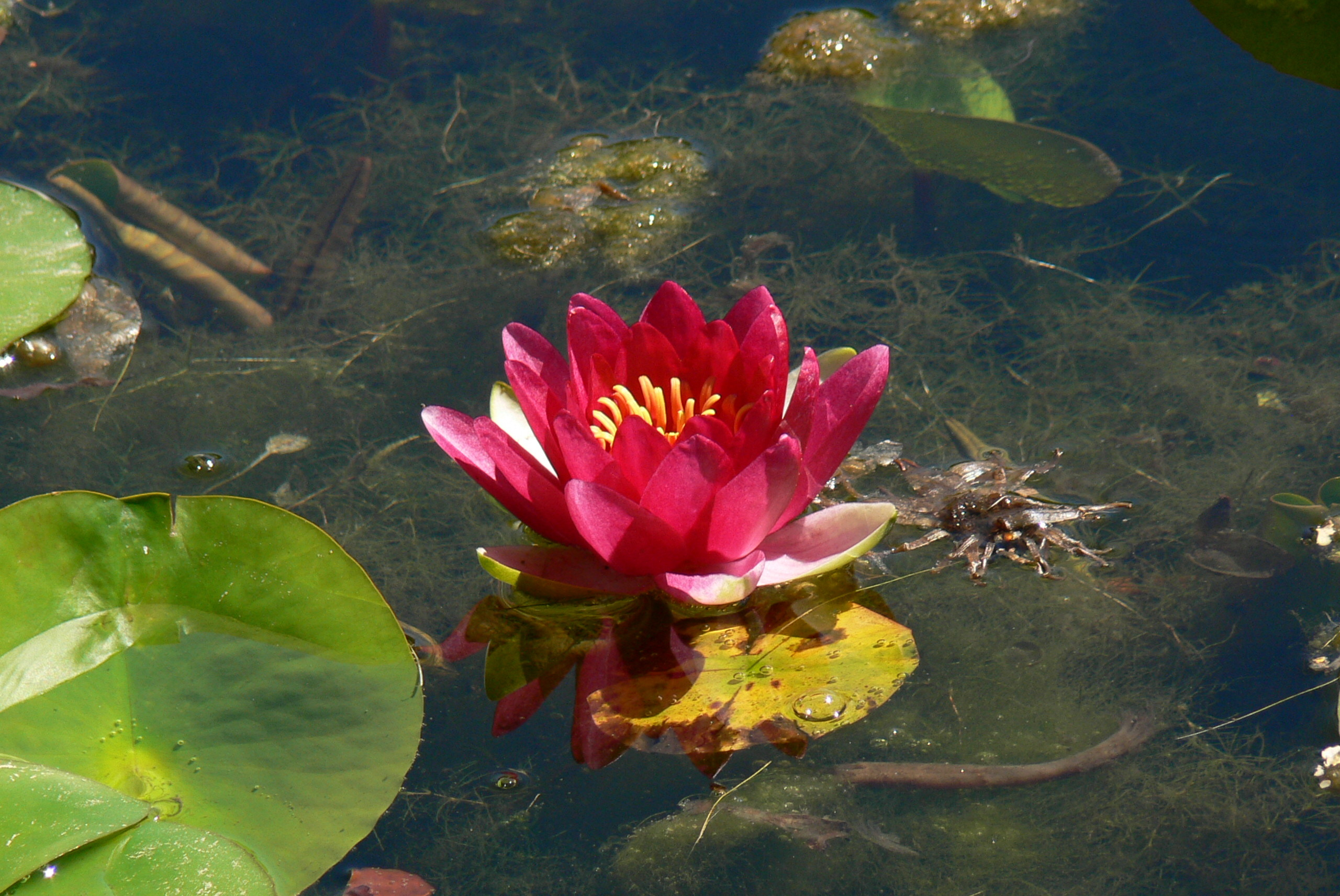
Seerose

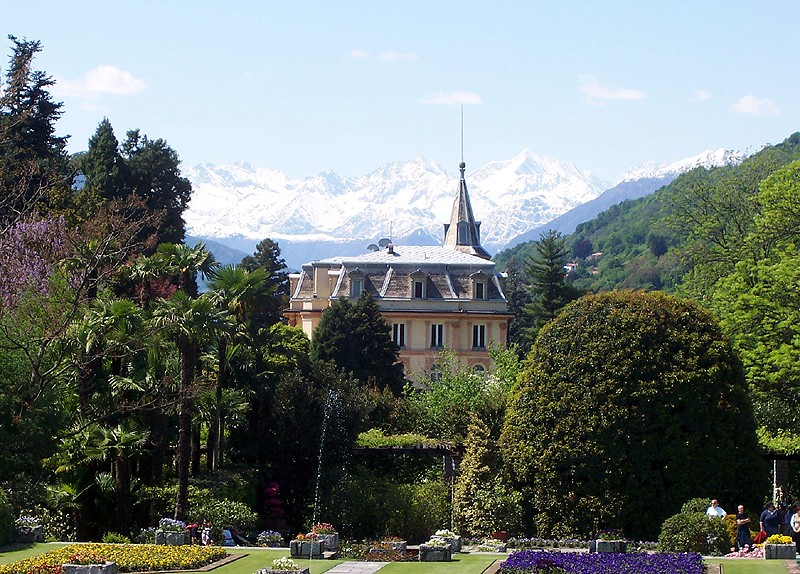
Вілла Таранто
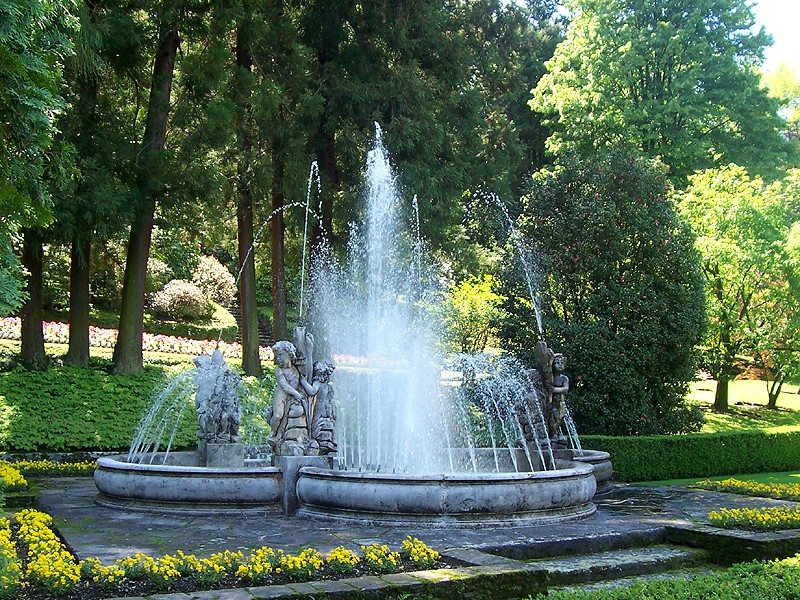
Фонтан
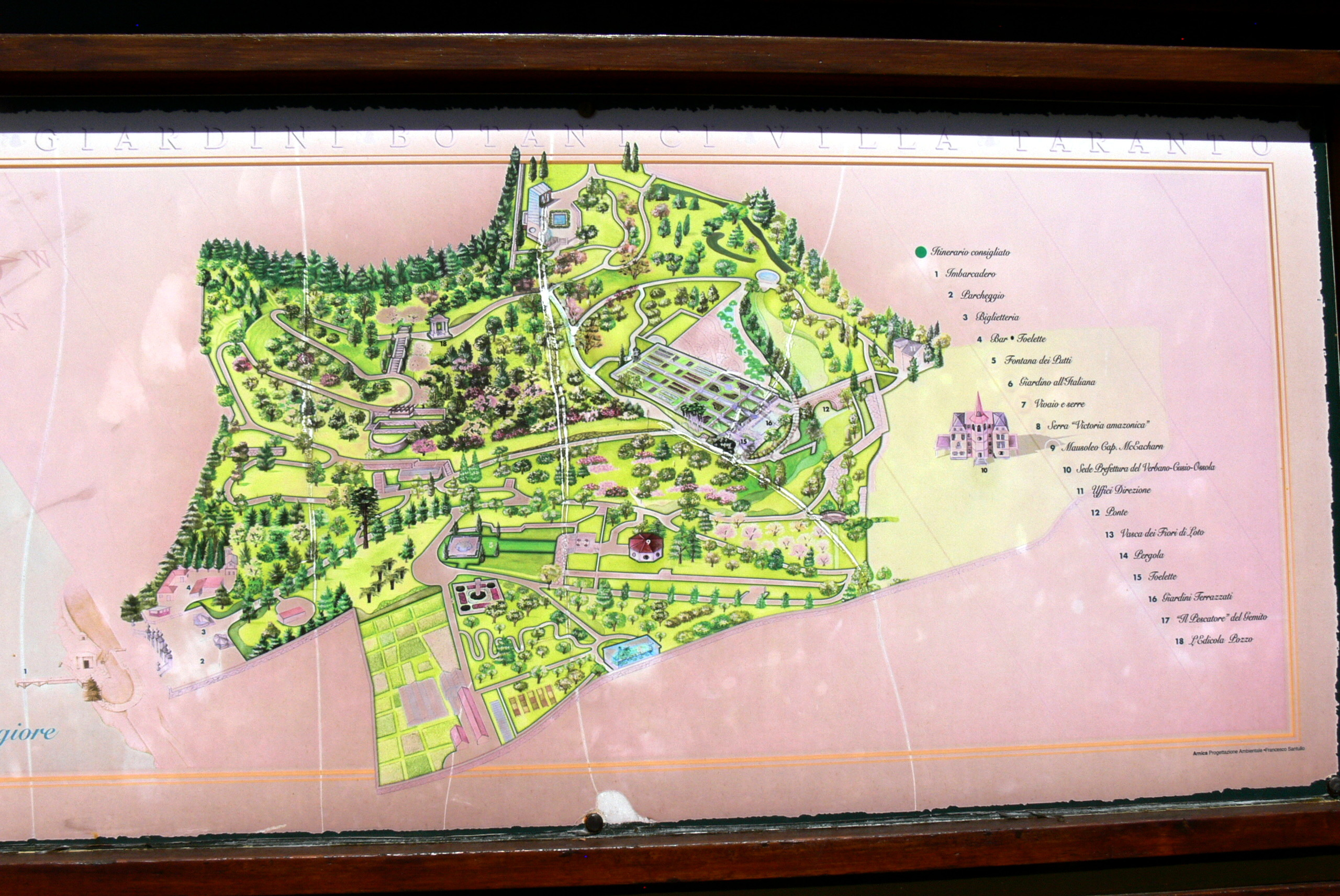
Вілла Таранто - план саду